# أتشوبازار
أتشوبازار (بالفارسية: اچوبازار) هي قرية تقع في البلدة المركزية في إيران. يقدر عدد سكانها بـ 224 نسمة بحسب إحصاء 2016.